# Wetenschapsgeschiedenis
Wetenschapsgeschiedenis is het vakgebied van de geschiedenis van de wetenschap en valt uiteen in verschillende deelgebieden. Zo bestaat er een geschiedenis van de filosofie en een geschiedenis van de natuurkunde. Elke wetenschap kan het eigen verleden onderzoeken, terwijl daarnaast de wetenschapsgeschiedenis een vakgebied vormt binnen de historische wetenschap. Daarmee heeft het vakgebied een interdisciplinair karakter, mede omdat de wetenschapsgeschiedenis ook raakvlakken heeft met de wetenschapsfilosofie.
Binnen de geschiedschrijving heeft het vak van de wetenschapsgeschiedenis zich pas in de loop van de twintigste eeuw tot zelfstandigheid ontwikkeld. Met de eigen studies, tijdschriften en professionele standaarden wil dit vakgebied een eigen, nieuwe visie op het verschijnsel wetenschap bieden. Hiermee is dit vak verwant aan de wetenschapsfilosofie.
De studie van de geschiedenis van de wetenschap kent verschillende specialismen: de ontwikkeling der wetenschap als geheel, en die van afzonderlijke wetenschappelijke vakdisciplines; biografieën van belangrijke wetenschappers en uitvinders; deelstudies over achterhaalde en nieuwe theorieën, over uitvindingen, over patronen in de wetenschapsontwikkeling.

## Geschiedenis van de wetenschap
Bij wetenschap gaat het om opzettelijk en doelgericht onderzoek en verwerving van kennis op een bepaald terrein of vakgebied of vakwetenschap. Deze vorm heeft sinds Plato en de middeleeuwen een geïnstitutionaliseerde vorm gekregen in academies, universiteiten, instituten, laboratoria.

### Eerste beschavingen

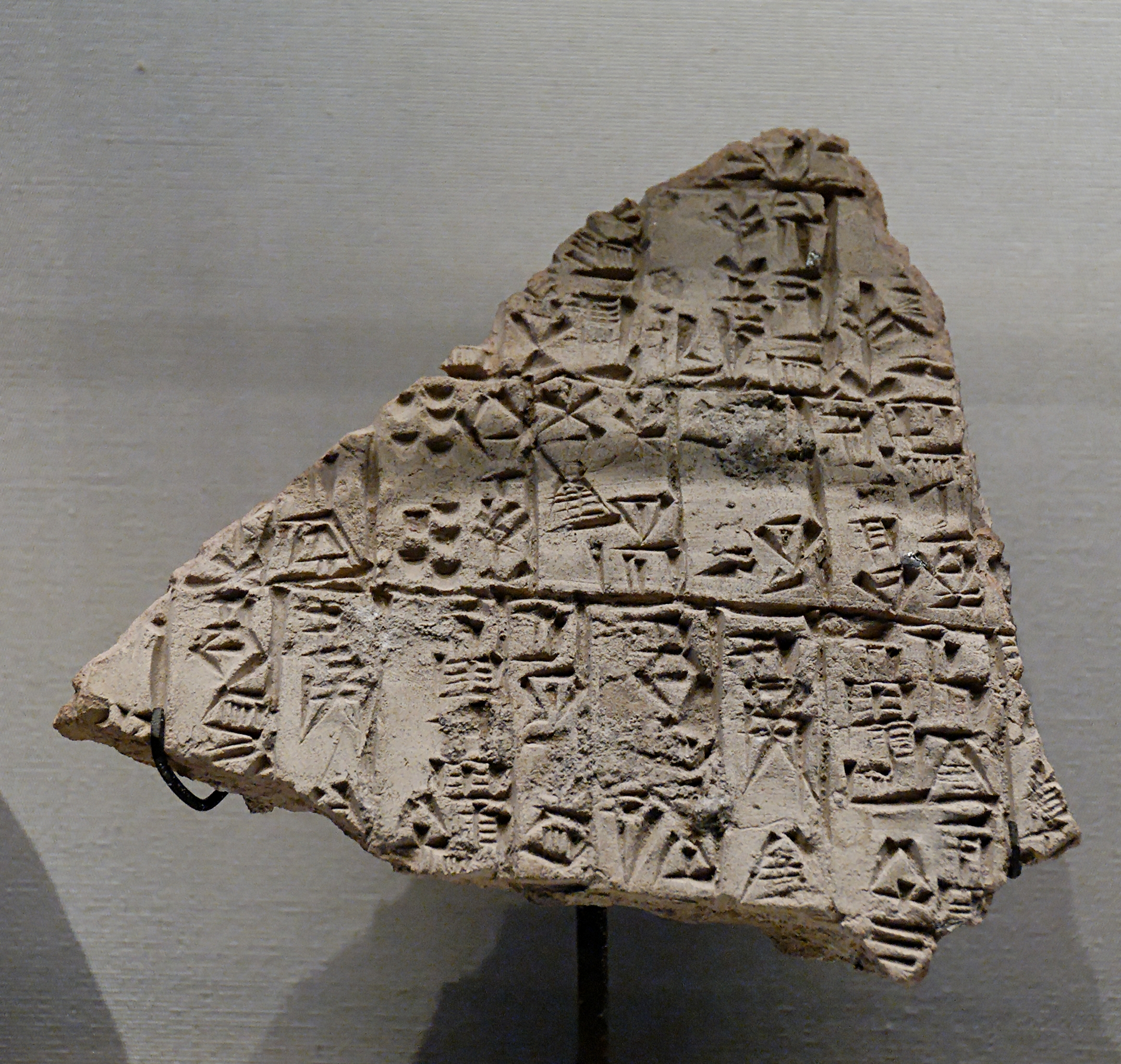
Mesopotamisch kleitablet

In vroege culturen werd reeds wetenschap beoefend in oude beschavingen als uiteenlopend als Mesopotamië, India, het Oude Egypte, Perzië, China, en de Maya's in Mexico. De oudste overleveringen uit het Nabije Oosten stammen uit Sumer, het huidige Irak. Rond 3500 v.Chr. begonnen de Mesopotamische volkeren, die in contact stonden met de Indusbeschaving, waarnemingen van de hen omringende wereld vast te leggen met kwantitatieve, getalsmatige gegevens. Hun waarnemingen en metingen werden niet uit wetenschappelijke nieuwsgierigheid, maar om praktische redenen gedaan. Een concreet voorbeeld van de stelling van Pythagoras werd in de 18e eeuw v.Chr. vastgelegd: het Mesopotamische kleitablet met spijkerschrift Plimpton 322 vermeldt een aantal pythagorese drietallen (3,4,5) (5,12,13). Dit kleitablet, gedateerd 1900 v.Chr., bevatte echter geen abstracte formulering van de stelling.

### Klassieke oudheid
De wetenschap in de klassieke oudheid richtte zich primair op het verklaren van de werking van de kosmos. Aldus ontstond de natuurfilosofie en vervolgens de klassieke filosofie. Meer praktisch gericht waren de geneeskunde, de astronomie voor het opstellen van kalenders, en astrologie om de toekomst te voorspellen. De geleerden uit de oudheid zullen zichzelf niet als zodanig hebben gezien, eerder zullen ze zich als natuurfilosofen, vaklieden (artsen of onderwijzers) of priesters (astrologen of geneeskundigen) hebben beschouwd.

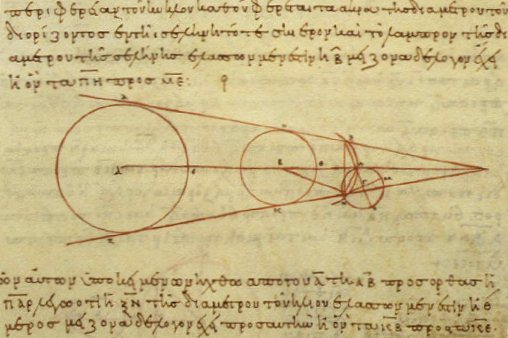
Berekening van de relatieve afmeting van de Aarde, Zon en Maan door Aristarchus. Manuscript, 10e eeuw

Zo was ook de Griekse natuurwetenschap eigenlijk vooral natuurfilosofie: er werd nagedacht over hoe de natuur in elkaar zou moeten steken, en er werden  natuurfilosofische discussies gehouden. Er werden weinig experimenten uitgevoerd om te controleren of de gevonden beweringen op waarheid berustten, in tegenstelling tot later in de West-Europese ontwikkeling van de wetenschap, waar dit testen aan de werkelijkheid standaard zou worden.

### Arabische periode
Na de Val van het West-Romeinse Rijk werden de grote bibliotheken van de Arabieren opgericht. De islamitische wetenschappers vertaalden in de eerste eeuwen na het begin van de islam verschillende Griekse, Perzische en Indische geschriften. Later ontwikkelden ze een eigen literatuur die opgetekend was in het Arabisch en geschreven werd door geleerden uit alle delen van het islamimperium. Vooral in de sterrenkunde en wiskunde gaat de ontwikkeling verder waar de Grieken gebleven zijn.

### Middeleeuwen in Europa

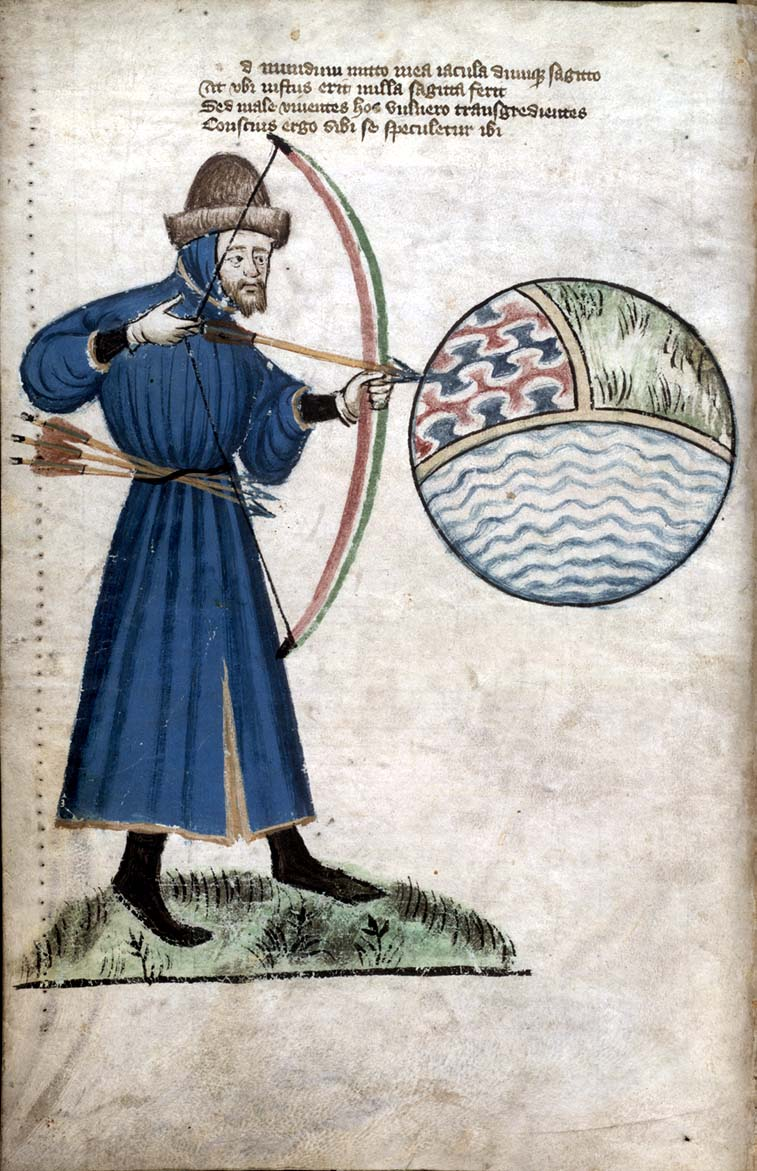
De mens en de wereld als sfeer van aarde, lucht en water, 1400 AD.

Wetenschap in de middeleeuwen is in het Latijnse deel van het Romeinse Rijk geen sterk punt, vergeleken met haar Grieks/Hellenistische tegenhanger. Met het einde van de Romeinse beschaving kwam West-Europa met grote moeilijkheden die de intellectuele productie aantastten in de middeleeuwen terecht. De meeste klassieke wetenschappelijke verhandelingen gingen hier verloren. Pas met de Renaissance van de twaalfde eeuw is de interesse in het onderzoek naar de natuur hernieuwd. In deze periode ontwikkelde zich met name de Scholastische filosofie, die zich op de logica richtte en het empirisme bepleitte: men wilde de natuur als een coherent systeem van wetten zien die in het licht van de rede verklaard konden worden. Met deze blik gingen de middeleeuwse wetenschappers op zoek naar verklaringen voor fenomenen in het heelal en bereikten belangrijke vooruitgang in gebieden als de wetenschappelijke methode en fysica.

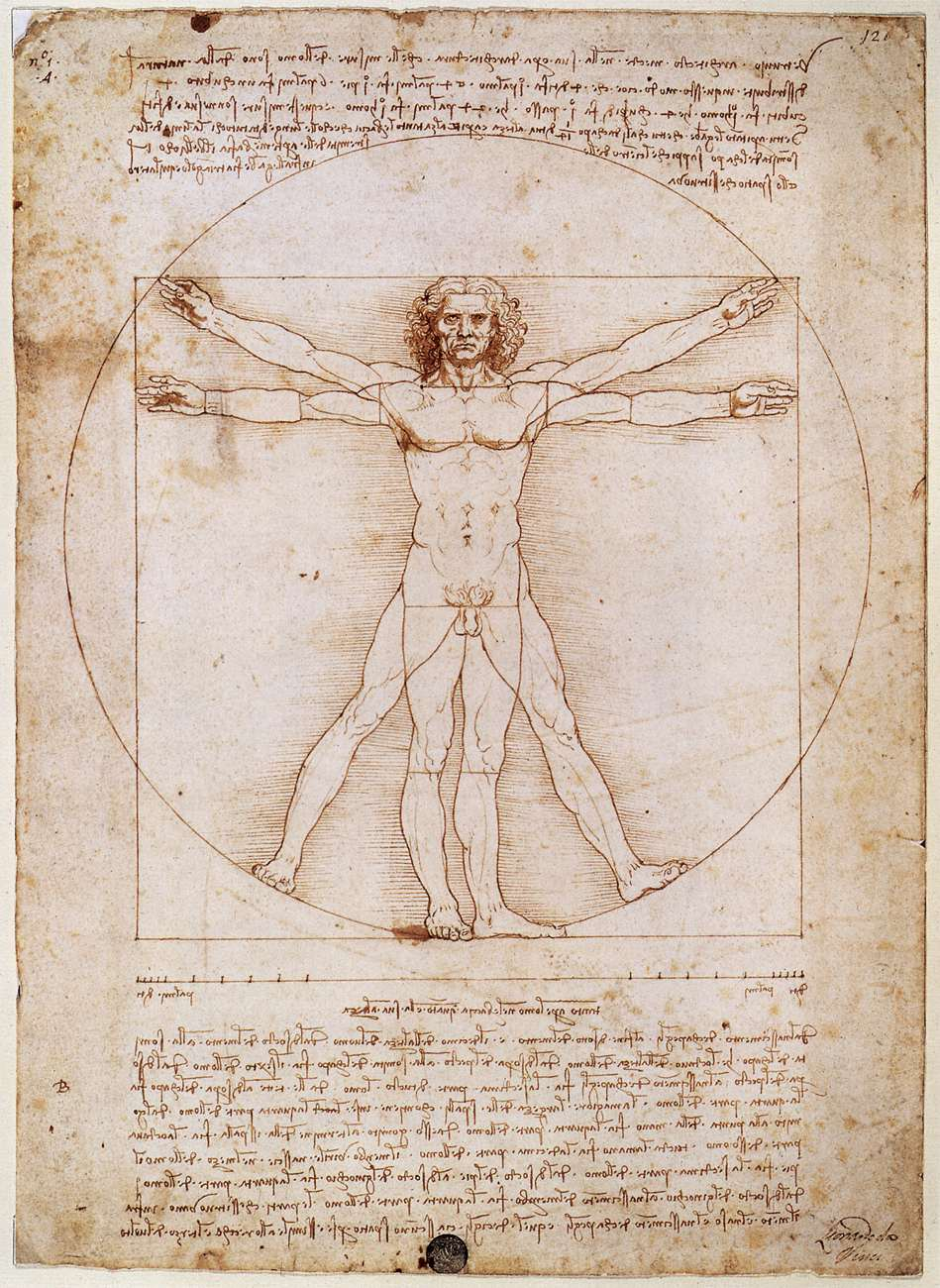
Da Vinci's Vitruviusman: Een voorbeeld van de samenkomst van kunst en wetenschap.

### Renaissance
De renaissance was in de Europese geschiedenis een periode van opbloei van kunst, wetenschap en letteren die haar grondslag had in de "wedergeboorte" van de verworvenheden van de klassieke oudheid. De wetenschap in de renaissance is in een stroomversnelling gekomen door de herontdekking van klassieke wetenschappelijke teksten door de Val van Constantinopel in 1453 en de uitvinding van de boekdrukkunst rond dezelfde tijd. Dit laatste was goed voor de democratisering van het onderwijs en de snellere verspreiding van ideeën. De beginperiode wordt door historici wel gezien als een periode van teruggang in de natuurwetenschappen, terwijl de menswetenschappen juist floreerden. Humanisten hadden vooral interesse in sociale onderwerpen als de politiek, filologie en geschiedenis, ten koste van de natuurwetenschap en toegepaste wiskunde.

### Wetenschappelijke revolutie

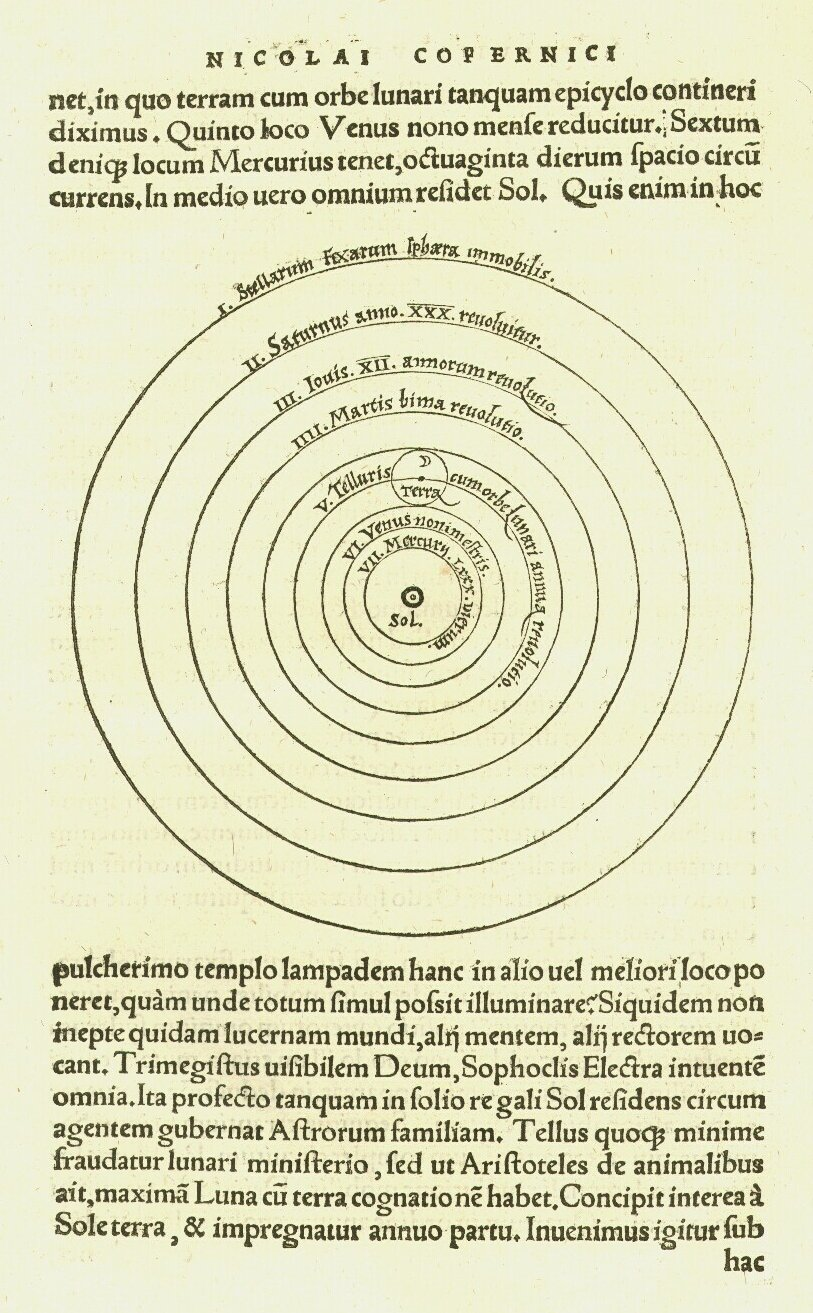
Copernicus' heliocentrisch systeem

De wetenschappelijke revolutie kan grofweg gedateerd worden beginnend in het jaar 1543. Dit is het jaar, waarin Nicolaas Copernicus zijn De revolutionibus orbium coelestium (Over de Revolutie der Hemelse sferen) publiceerde, en Andreas Vesalius het eerste complete boek over de menselijke anatomie, De humani corporis fabrica libri septem deed verschijnen. In de daarop volgende periode wordt een fundamentele transformatie zichtbaar van wetenschappelijk gedachtegoed in natuurkunde, astronomie en de biologie, in de instituten die het wetenschappelijk onderzoek ondersteunen, en meer algemeen in het gangbare wereldbeeld. Mede hierdoor wordt deze periode gezien als de fundering van de moderne wetenschap.

### Moderne wetenschap

De derde wet van Newton in de praktijk

De basis voor de moderne wetenschap is in de 17e eeuw gegroeid uit besef bij wetenschappers, dat eigen observatie en experiment de sleutel is tot kennis. Volgens Dijksterhuis (1950) leidde dit modernisme tot een mechanisering van het wereldbeeld, wat zijn hoogtepunt beleefde in de klassieke mechanica van Newton.
De wetenschapsontwikkeling heeft vanaf de 18e eeuw door een differentiatie in de traditionele terreinen van de natuurwetenschap en wiskunde geleid tot de opkomst van een hele verzameling sociale wetenschappen. De wetenschap leidde in de 19e eeuw verder tot professionalisering en institutionalisering en tot steeds verder gaande specialisatie begin 20e eeuw. De 20e eeuw toonde verder een groeiende rol van de wetenschap in de maatschappij met steeds meer producten, productie, management en bestuur, geïnspireerd op wetenschappelijke beginselen.

## Wetenschappers

### Lijsten van wetenschappers
Lijst van aardwetenschappers -
Lijst van archeologen -
Lijst van astronomen -
Lijst van biologen -
Lijst van geschiedkundigen -
Lijst van informatici -
Lijst van klimaatwetenschappers -
Lijst van meteorologen -
Lijst van natuurkundigen -
Lijst van paleontologen -
Lijst van psychologen -
Lijst van scheikundigen -
Lijst van sociologen -
Lijst van theologen -
Lijst van wiskundigen

## Prijzen
Lijsten van winnaars van wetenschappelijke prijzen geven een beeld van de waardering door tijdgenoten.
- Abelprijs (wiskunde)
- Buys Ballotmedaille (meteorologie)
- Copley Medal
- Darwin Medal
- Fieldsmedaille (wiskunde)
- Gouden medaille van de Royal Astronomical Society (astronomie)
- Matteucci-medaille
- Nobelprijs
- Rumford Medal
- Spinozapremie (Nederlandse wetenschapsprijs)
- A.M. Turing Award (informatica)

## Organisaties voor wetenschapsgeschiedenis
Op het gebied van de wetenschapsgeschiedenis bestaan onafhankelijk van elkaar enige onderzoeksinstituten, universitaire vakgroepen, musea, tijdschriften en vakorganisaties.

### Studie- en onderzoeksinstituten
- Universiteit Twente Graduate Program (Science, Technology and Society)
- Universiteit van Gent, Centrum voor Wetenschapsgeschiedenis.
- Universiteit Utrecht Graduate Program (Institute for the History and Foundations of Science)
- Vrije Universiteit Amsterdam Afdeling Algemene Vorming (wetenschapsgeschiedenis), onderdeel van het Athena Instituut van de Faculteit der Bètawetenschappen
- Huygens Instituut van de Koninklijke Nederlandse Akademie van Wetenschappen

### Musea
- Rijksmuseum Boerhaave Leiden
- Universiteitsmuseum Utrecht[3]

### Vakorganisaties

#### Nederlands
- Genootschap voor de Geschiedenis van de Geneeskunde, Wiskunde, Natuurwetenschappen en Techniek. Het werd in 1913 opgericht onder de naam "Vereeniging voor Geschiedenis der Genees-, Natuur-, en Wiskunde". Het ledental bedroeg op dat moment 240. De doelstelling was (en is) de kennis van de geschiedenis van deze disciplines te bevorderen. In november 2007 werd het genootschap omgedoopt in "Gewina, Belgisch-Nederlands genootschap voor wetenschaps- en universiteitsgeschiedenis / Société Belgo-Néerlandaise pour l'histoire des sciences et des universités" en werd het tijdschrift Gewina opgevolgd door een nieuw tijdschrift, Studium.

#### Internationaal
- The British Society for the History of Science[4]
- The European Association for the Study of Science and Technology[5] is een Europese vakorganisatie
- European Society for the History of Science[6]
- History of Science Society[7] is een wereldwijde vakorganisatie opgericht in 1924 door George Sarton met een 3000-tal leden en instituties, waarvan een 75-tal leden uit Nederland.

### Tijdschriften

#### Nederlands
- Gewina,[8] Tijdschrift voor de Geschiedenis der Geneeskunde, Natuurwetenschappen, Wiskunde en Techniek, Refereed Journal (1978-2007)
- Studium,[9] Tijdschrift voor de Geschiedenis der Geneeskunde, Natuurwetenschappen, Wiskunde en Techniek, Refereed Journal (successor to Gewina, 2008-)

#### Internationaal
- Annals of Science,[10] Refereed Journal
- Biology and Philosophy, Refereed Journal
- The British Journal for the History of Science,[11] Refereed Journal
- Early Science and Medicine,[12] a Journal for the Study of Science, Technology and Medicine in the Pre-Modern Period, Refereed Journal
- History of Science,[13] Refereed Journal
- International Studies in the Philosophy of Science, Refereed Journal
- Isis (tijdschrift), Universiteit van Chicago, Refereed Journal
- Studies in History and Philosophy of Science Part B: Studies in History and Philosophy of Modern Physics, Refereed Journal
- Synthese: An International Journal for Epistemology, Methodology, and Philosophy of Science, Refereed Journal

### Wetenschapshistorici
- zie Lijst van wetenschapshistorici
- en zie ook: George Sarton Medaille
- International Dictionary of Intellectual Historians (IDIH)[14]